# Bauweiler
Bauweiler ist ein ehemaliger Ort in der Gemeinde Merzenich, Kreis Düren, Nordrhein-Westfalen. Er wurde auch als „Bouwyler“ bezeichnet.
Bauweiler lag östlich von Golzheim, dort, wo heute der Schoellerhof steht, Richtung Niederbolheim (Stadt Kerpen).
Bereits zu Anfang des 2. Jahrtausends gehörte Bauweiler zu Gladbach. Gladbach war ein freies Allodialgut. Etwa im 10. bis 12. Jahrhundert bestand Bauweiler aus einer Pfarrkirche und mindestens vier Gutshöfen. Die erste urkundliche Erwähnung datiert vom 22. April 1304. Am 23. Oktober 1344 trug Friedrich II. von Cronenburg und Neuerburg seine zwei Drittel des Dorfes und Gerichts Bauweiler dem Markgrafen von Jülich auf. Das andere Drittel gehörte den Herren von Merode. Sie übergaben den inzwischen wieder freien allodialen Hof dem Antoniterkloster in Köln. Nach Vincent von Moers ging die Herrschaft Gladbach mit Bauweiler 1486 an die Herren von Palant über. Am 24. September 1794 besetzten Französische Revolutionstruppen den Ort. Bauweiler wurde Teil der Mairie Golzheim im Kanton Düren des Rur-Departements.
Die Kirche oder Kapelle war durch die Herren von Cronenburg erbaut und dem hl. Martinus geweiht worden. Die älteste Kollation datiert von 1439. Des Weiteren gab es auch ein Pfarrhaus in Bauweiler.
1875 kaufte Leopold Schoeller den Bauweiler Grund und Boden. Die baufälligen Gebäude ließ er abreißen und errichtete einen neuen Gutshof, den Schoellerhof. Somit wurde der Ort zur Wüstung.